# 小黑桫椤
小黑桫椤（学名：Alsophila metteniana），又稱台灣樹蕨、针毛桫椤、光叶小黑桫椤，为桫椤科桫椤属下的一个种。